# Dragovšek
Dragovšek – wieś w Słowenii, w gminie Šmartno pri Litiji. W 2018 roku liczyła 64 mieszkańców.